# (22584) Winigleason
(22584) Winigleason (1998 HP88) – planetoida z grupy pasa głównego asteroid okrążająca Słońce w ciągu 3,46 lat w średniej odległości 2,29 j.a. Odkryta 21 kwietnia 1998 roku.